# Allen Hatcher
Allen Edward Hatcher (nacido el 23 de octubre de 1944) es un topólogo estadounidense.

## Biografía
Hatcher nació en Indianápolis, Indiana.  Después de obtener su licenciatura en Oberlin College en 1966, realizó sus estudios de posgrado en la Universidad de Stanford, donde recibió su doctorado en 1971.  Su tesis, AK 2 Obstruction for Pseudo-Isotopies, fue escrita bajo la supervisión de Hans Samelson.  Posteriormente, Hatcher fue a la Universidad de Princeton, donde fue postdoctorado de la NSF durante un año, luego profesor durante otro año y luego profesor asistente de 1973 a 1979. También fue miembro del Instituto de Estudios Avanzados en 1975–76 y 1979–80.  Hatcher se convirtió en profesor en la Universidad de California, Los Ángeles, en 1977. Desde 1983 es profesor en la Universidad de Cornell; ahora es profesor emérito. 
En 1978, Hatcher fue orador invitado en el Congreso Internacional de Matemáticos en Helsinki.

## Aportes matemáticos
Ha trabajado en topología geométrica, tanto en altas dimensiones, relacionando la pseudoisotopía con la teoría K algebraica, como en bajas dimensiones: superficies y 3-variedades, como demostrando la conjetura de Smale para las 3-esferas.

### 3 colectores
Quizás uno de sus resultados más reconocidos en 3 variedades se refiere a la clasificación de superficies incompresibles en ciertas 3 variedades y sus pendientes límite. William Floyd y Hatcher clasificaron todas las superficies incompresibles en haces de toros perforados sobre el círculo. William Thurston y Hatcher clasificaron las superficies incompresibles en complementos de nudos de 2 puentes. Como corolarios, esto dio más ejemplos de variedades 3 irreducibles, no de Haken, no de Seifert, y amplió las técnicas y la línea de investigación iniciadas en las notas de la conferencia de Thurston en Princeton. Hatcher también demostró que las 3 variedades irreducibles, irreducibles de límite con límite toral tienen como máximo la "mitad" de todas las pendientes de límite posibles resultantes de superficies esenciales. En el caso de un límite de toro, se puede concluir que el número de pendientes dadas por superficies esenciales es finito.
Hatcher ha hecho contribuciones a la llamada teoría de laminaciones esenciales en 3 variedades. Inventó la noción de "incompresibilidad final" y varios de sus alumnos, como Mark Brittenham, Charles Delman y Rachel Roberts, han hecho importantes contribuciones a la teoría.

### Superficies
Hatcher y Thurston exhibieron un algoritmo para producir una presentación del grupo de clases de mapeo de una superficie cerrada y orientable. Su trabajo se basó en la noción de un sistema de corte y movimientos que relacionan dos sistemas cualesquiera.

## Publicaciones seleccionadas

### Articulos
- Allen Hatcher y William Thurston, Una presentación para el grupo de clase de mapeo de una superficie orientable cerrada, Topología 19 (1980), no. 3, 221–237.
- Allen Hatcher, Sobre las curvas límite de superficies incompresibles, Pacific Journal of Mathematics 99 (1982), no. 2, 373–377.
- William Floyd y Allen Hatcher, Superficies incompresibles en haces de toro perforado, Topología y sus aplicaciones 13 (1982), no. 3, 263–282.
- Allen Hatcher y William Thurston, Superficies incompresibles en complementos de nudos de 2 puentes, Inventiones Mathematicae 79 (1985), no. 2, 225–246.
- Allen Hatcher, Una prueba de la conjetura de Smale, {\displaystyle \mathrm {Diff} (S^{3})\simeq {\mathrm {O} }(4)} , Anales de Matemáticas (2) 117 (1983), no. 3, 553–607.

### Libros
- Hatcher, Allen (2002). Algebraic topology. Cambridge: Cambridge University Press. ISBN 0-521-79160-X.
- Hatcher, Allen. «Vector Bundles and K-Theory».
- Hatcher, Allen. «Spectral Sequences in Algebraic Topology».
- Hatcher, Allen. «Basic Topology of 3-Manifolds».
- Hatcher, Allen. «Topology of Numbers».